# Potamotrygon ocellata
Potamotrygon ocellata és una espècie de peix pertanyent a la família dels potamotrigònids.

## Descripció
- Fa 20 cm de llargària màxima.[6][7]

## Hàbitat
És un peix d'aigua dolça, bentopelàgic i de clima tropical.

## Distribució geogràfica
Es troba a Sud-amèrica: riu Pedreira i el sud de l'illa de Mexiana (el Brasil).

## Observacions
És inofensiu per als humans.